# Eucyclopera argentinensis
Eucyclopera argentinensis är en fjärilsart som beskrevs av Rothschild 1912. Eucyclopera argentinensis ingår i släktet Eucyclopera och familjen björnspinnare. Inga underarter finns listade i Catalogue of Life.